# زسانيت جاكابفي
زسانيت جاكابفي (بالمجرية: Jakabfi Zsanett)‏ (و. 1990  م) هي لاعبة كرة قدم مجرية، مركز لعبها هو مُهَاجِمَة.

## روابط خارجية
- زسانيت جاكابفي على موقع الاتحاد الأوربي (الإنجليزية)
- زسانيت جاكابفي على موقع اتحاد المجر (الهنغارية)
- زسانيت جاكابفي على موقع قاعدة بيانات كرة القدم.إي يو (الإنجليزية)
- زسانيت جاكابفي على موقع Soccerway.com (الإنجليزية)
- زسانيت جاكابفي على موقع عالم كرة القدم.نت (الإنجليزية)